# Mark Cerny
Mark Evan Cerny (Burbank, 24 agosto 1964) è un autore di videogiochi e programmatore statunitense.
Cresciuto nella Bay Area di San Francisco, Cerny ha frequentato l'UC Berkeley. Dopo aver abbandonato gli studi per iniziare la carriera nel mondo videoludico presso Atari, ha poi lavorato con Sega, Crystal Dynamics e Universal Interactive Studios, per poi fondare nel 1998 la propria azienda di consulenza, la Cerny Games. Durante il suo periodo in Sega, ha fondato il Sega Technical Institute, contribuendo allo sviluppo di videogiochi come Sonic the Hedgehog 2 (1992).
In seguito, Cerny ha iniziato a collaborare con Sony Interactive Entertainment, ricoprendo il ruolo di progettista principale dell'hardware di diverse console PlayStation, come PlayStation Vita, PS4 e PS5. Ha inoltre collaborato con vari studi first-party Sony sin dalla loro fondazione, tra cui Naughty Dog, Insomniac Games e Sucker Punch Productions. Oltre al lavoro di consulenza e progettazione, Cerny ha sviluppato inoltre diversi videogiochi, tra cui il gioco arcade Marble Madness e la serie Knack, ed è stato accreditato in numerosi altri progetti.
Nel 2004 ha ricevuto il Lifetime Achievement Award dalla International Game Developers Association ed è stato inserito nella Hall of Fame della Academy of Interactive Arts & Sciences nel 2010.

## Biografia

### I primi anni
Mark Cerny è cresciuto a San Francisco e fin da giovane si è appassionato alla programmazione e ai videogiochi arcade. Ha frequentato l'Università della California - Berkeley, ma nel 1982, all'età di 17 anni, ha ricevuto una proposta lavorativa da Atari, che accettò abbandonando quindi gli studi. Ha iniziato a lavorare nella divisione arcade di Atari il 18 gennaio 1982, collaborando inizialmente con Ed Logg su Millipede e con Owen Rubin su Major Havoc, oltre che con Dave Theurer.
Il primo grande successo di Cerny fu il gioco arcade Marble Madness, di cui, all'età di 18 anni, ricoprì il ruolo di designer e co-programmatore. Intorno al 1985, iniziò a interessarsi all'hardware dei videogiochi. Alla fine degli anni '80 entrò in Sega, inizialmente lavorando nella sede centrale in Giappone, per poi tornare negli Stati Uniti nel 1991 e contribuire alla fondazione del Sega Technical Institute. Qui lavorò a diversi titoli per Master System e Mega Drive, tra cui Sonic the Hedgehog 2.
Cerny lasciò Sega nel 1992 per unirsi alla neonata Crystal Dynamics, dove inizialmente si occupò di giochi per 3DO, tra cui Crash 'n Burn (1993) e Total Eclipse (1994). Fu fondamentale nell'aiutare Crystal Dynamics a diventare il primo sviluppatore americano a ottenere un kit di sviluppo per PlayStation da Sony Computer Entertainment; per riuscirci si recò in Giappone per negoziare direttamente con Shuhei Yoshida, all'epoca un giovane dirigente di Sony. Sebbene il kit di sviluppo fosse arrivato a Crystal Dynamics nel 1994, Cerny lasciò lo studio poco dopo per guidare la neonata divisione multimediale di Universal Pictures.

### Gli anni all'Universal Interactive Studios e le prime collaborazioni con Sony

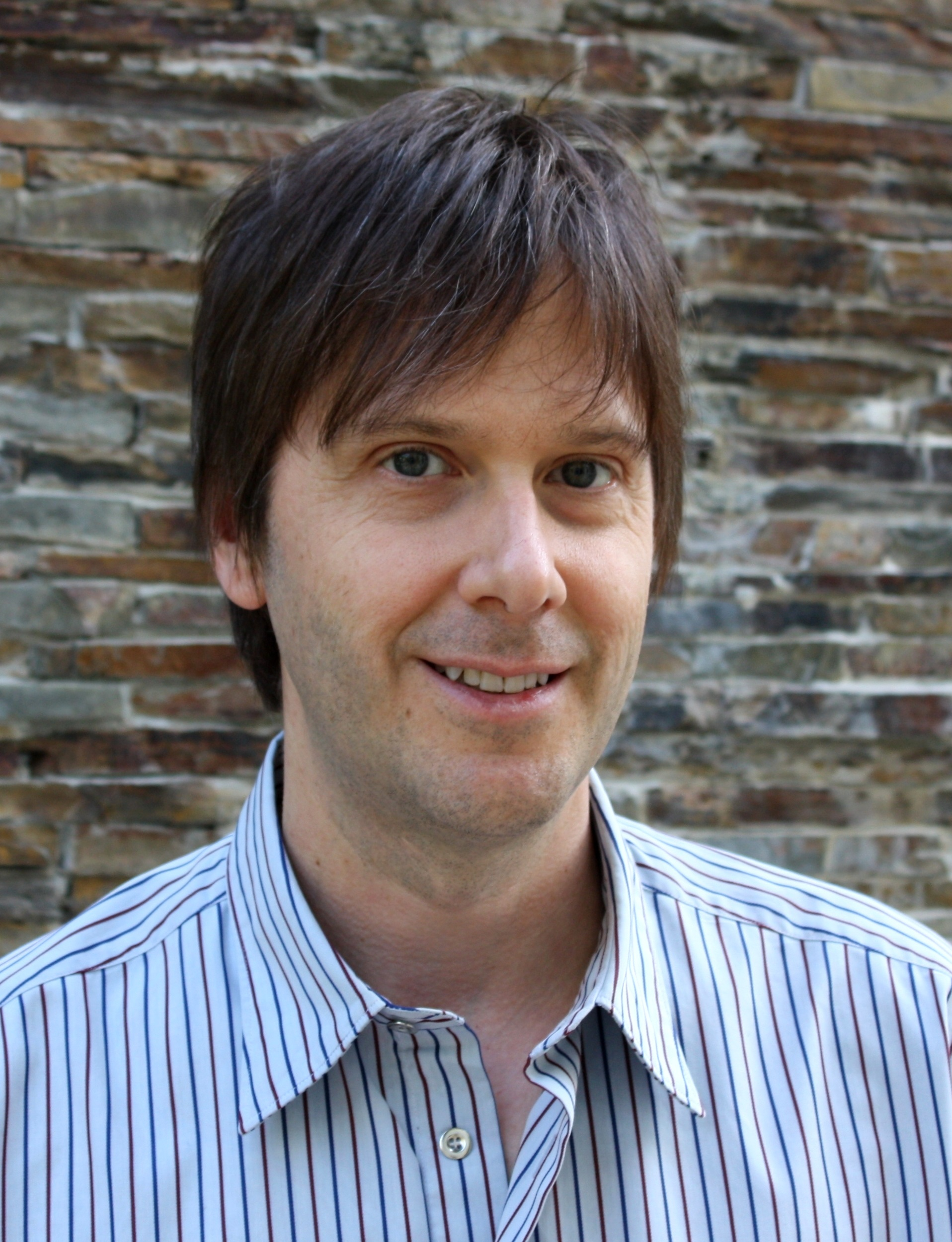
Mark Cerny nel 2010

Dal 1994 al 1998 Cerny lavorò presso Universal Interactive Studios, una nuova divisione di Universal dedicata ai videogiochi, che lui stesso descrisse come un "editore boutique". Inizialmente ricoprì il ruolo di vicepresidente dello sviluppo dei prodotti, per poi diventare presidente della divisione.
Sotto la sua guida, Universal Interactive Studios assunse due nuovi e piccoli studi di sviluppo per lavorare su giochi per PlayStation, grazie anche ai suoi legami con Sony: Naughty Dog e Insomniac Games. Nel caso di Naughty Dog, Andy Gavin e Jason Rubin furono inizialmente coinvolti per sviluppare Way of the Warrior e firmarono un contratto per tre titoli aggiuntivi. Cerny li aiutò con il loro successivo gioco, Crash Bandicoot, che venne pubblicato da Sony nel 1996. Allo stesso modo, Insomniac Games completò il loro primo titolo, Distruptor, e grazie al supporto di Cerny svilupparono Spyro the Dragon, pubblicato da Sony nel 1998.
Quando i contratti di entrambi gli studi con Universal terminarono, sia Naughty Dog che Insomniac Games si unirono a Sony per continuare a sviluppare giochi per PlayStation. Cerny mantenne comunque stretti contatti con entrambi i team. Nel 1998, a causa di problemi finanziari, Universal bloccò le assunzioni nella divisione Interactive Studios, spingendo Cerny fondare una propria compagnia di consulenza, la Cerny Games, che gli permise di continuare a collaborare con Naughty Dog, Insomniac Games e Sony.
Intorno al 1999, mentre Sony sviluppava l'hardware di PlayStation 2, Shuhei Yoshida, allora produttore esecutivo dello sviluppo dei prodotti, contattò Cerny per aiutarlo a creare un motore grafico per la nuova console. Cerny accettò e trascorse tre mesi in Giappone, diventando il primo americano a lavorare su PlayStation 2. Una volta completato il motore, supportò Naughty Dog e Insomniac Games nello sviluppo dei loro primi titoli per la console, rispettivamente Jak and Daxter: The Precursor Legacy e Ratchet & Clank, oltre ai relativi sequel.

### La carriera da lead architect di PlayStation

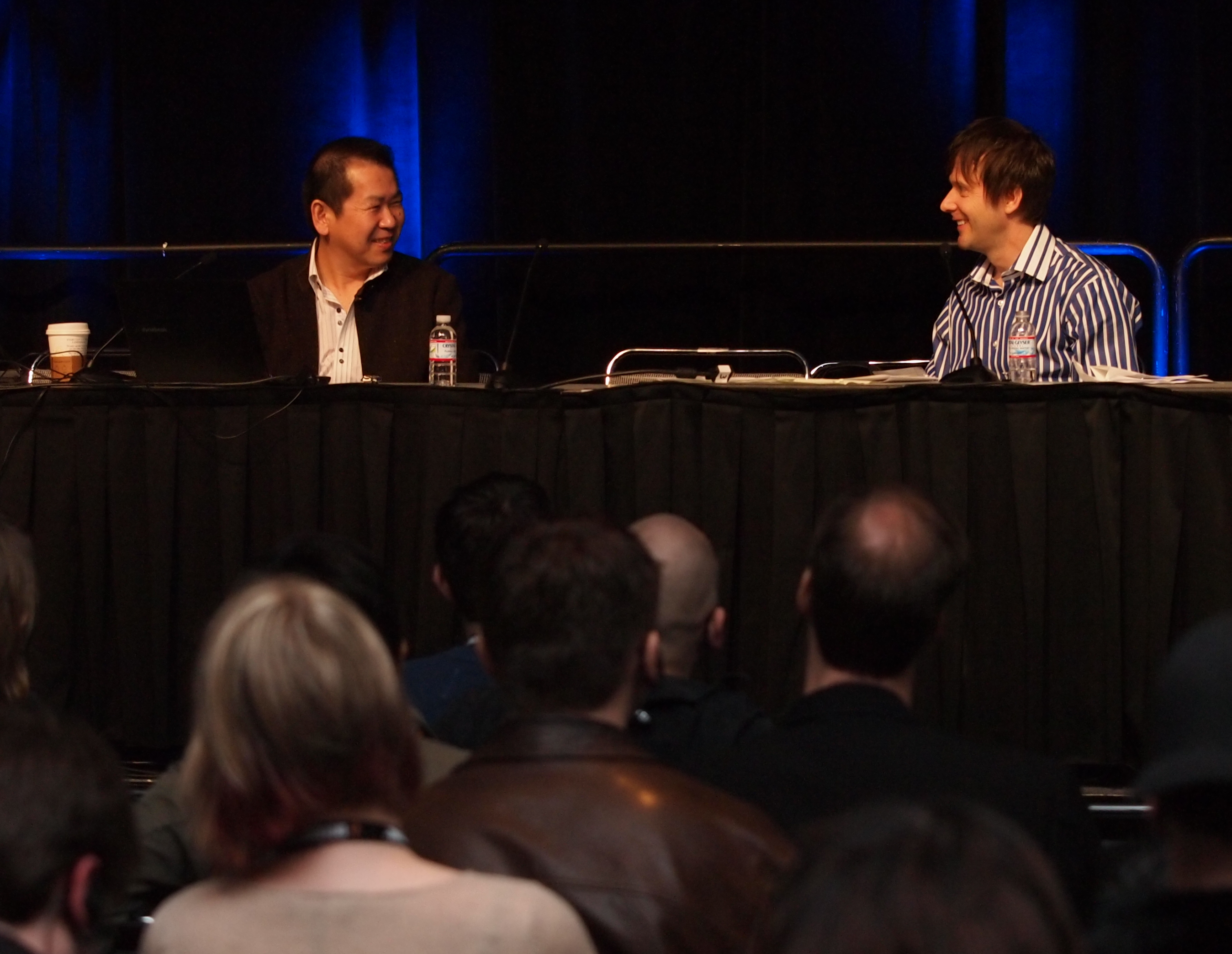
Yu Suzuki e Mark Cerny alla Game Developers Conference 2011

I buoni risultati raggiunti dai prodotti su cui Cerny ha lavorato fece sì che il programmatore californiano potesse continuare la sua collaborazione con Sony. Nel 2003, Yoshida, divenuto vicepresidente dello sviluppo dei prodotti presso Sony Computer Entertainment America, coinvolse nuovamente Cerny nella pianificazione di PlayStation 3. L'obiettivo era progettare una console che mantenesse gran parte delle funzionalità delle precedenti per ridurne i costi di produzione e mitigare le difficoltà per gli sviluppatori. Cerny contribuì alla creazione del team ICE ("Initiative for a Common Engine"), con alcuni membri che collaboravano direttamente con gli sviluppatori hardware di Sony in Giappone; tuttavia, l'architettura della PlayStation 3, basata sul processore Cell e uscita a fine 2006, si rivelò complessa da gestire, nonostante alcuni obiettivi del team ICE fossero stati implementati. Oltre al supporto hardware, Cerny aiutò Naughty Dog e Insomniac Games con i loro primi giochi per PlayStation 3, tra cui Uncharted: Drake's Fortune, Resistance: Fall of Man e Ratchet & Clank: Armi di distruzione (Ratchet & Clank Future: Tools of Destruction). Collaborò anche ad altri titoli di Sony, tra cui God of War III e Killzone 3.
Nel 2007, Sony stava già iniziando a pensare al successore della PlayStation 3, che non aveva soddisfatto le aspettative di vendita in confronto alla console di Microsoft Xbox 360 e aveva contribuito al ritiro di Ken Kutaragi da Sony. Un'analisi post-mortem dello sviluppo della PlayStation 3 rivelò che la futura console sarebbe potuta rimanere con il processore Cell, o passare a un'architettura x86, come quella dei personal computer. Sebbene l'approccio x86 avrebbe semplificato alcuni aspetti dello sviluppo, Cerny spiegò a Sony che questa scelta non sarebbe stata favorevole agli sviluppatori interni, in quanto avrebbe impedito loro di accedere a funzioni di basso livello, che molti usavano per estrarre il massimo delle prestazioni dalla console.

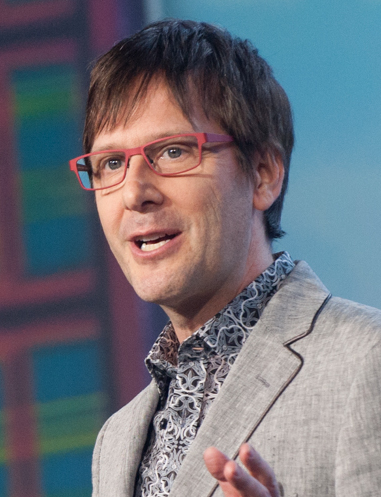
Mark Cerny in 2014

Cerny trascorse molto del suo tempo a studiare la storia dell'architettura x86, e successivamente, convinto dalle proprie scoperte, si propose a Yoshida nel ruolo di lead designer per la prossima PlayStation, in modo da rendere la console più "developer-friendly" pur utilizzando l'architettura x86.  Yoshida accettò, il che convinse la dirigenza di Sony a permettere a Cerny di continuare il suo lavoro come consulente, assegnandogli però anche il ruolo di lead designer di PlayStation 4.
L'apporto di Cerny alla progettazione della PlayStation 4 è considerato molto positivamente, dal momento che la console, messa sul mercato nel novembre 2013, è riuscita a raggiungere oltre 117 milioni di unità vendute, diventando la seconda console più venduta di sempre, dopo la PlayStation 2. Oltre all'hardware, Cerny guidò lo sviluppo di uno dei giochi di lancio della PS4, Knack, e del suo seguito, Knack II.
Cerny continuò come lead designer per le console future di Sony, incluse PlayStation Vita e la PlayStation 5. Cerny ha dichiarato che il suo status di consulente gli consente di avere più libertà rispetto a un dipendente Sony, come quella di lavorare con vari gruppi interni a Sony e i suoi studi di sviluppo per migliorare la progettazione delle console. Ha anche continuato a fare consulenze sul design di giochi per alcuni dei titoli di Sony, tra cui The Last Guardian, Marvel's Spider-Man e Death Stranding.

## Riconoscimenti
L'International Game Developers Association assegnò a Mark Cerny il Lifetime Achievement Award ai Game Developers Choice Awards nel 2004. Oltre per le sue capacità collaborative e per il suo contributo in alcuni notevoli successi di vendite per PlayStation, tra cui i giochi delle serie Crash Bandicoot e Spyro the Dragon, Cerny fu lodato per il suo poliedrico apporto al mondo videoludico.
(International Game Developers Association)
Nel 2010, in occasione della 13ª edizione degli Interactive Achievement Awards, Cerny fu inserito nella Hall of Fame della Academy of Interactive Arts & Sciences. Joseph Olin, allora presidente dell'AIAS, dichiarò: "Mark Cerny è la cosa più vicina che abbiamo a un moderno Leonardo da Vinci. Il suo lavoro non si limita a un singolo aspetto della creazione di videogiochi: è davvero un uomo del Rinascimento. È un game designer, produttore, programmatore e tecnologo di grande talento, parla fluentemente giapponese ed è uno dei massimi esperti occidentali del mercato videoludico giapponese. Inoltre, è uno dei pochi indipendenti di alto livello in un settore dominato da grandi istituzioni."

## Opere

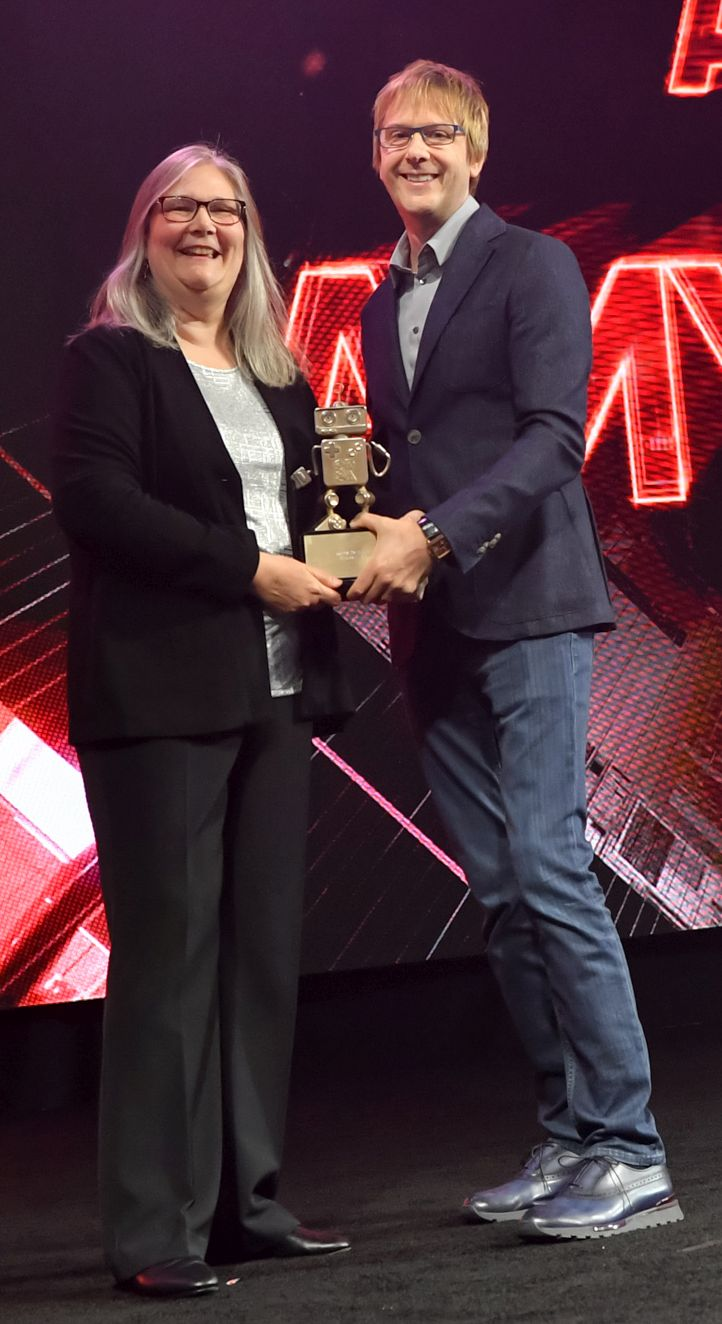
Cerny consegna il Lifetime Achievement Award ad Amy Hennig durante i Game Developers Choice Awards 2019.

| Anno | Videogioco                             | Ruolo                          | Note   |
| ---- | -------------------------------------- | ------------------------------ | ------ |
| 1983 | Major Havoc                            | Programmatore, designer        |        |
| 1984 | Marble Madness                         | Programmatore, designer        | [ 3 ]  |
| 1987 | Shooting Gallery                       | Programmatore, designer        | [ 3 ]  |
| 1987 | Missile Defense 3-D                    | Programmatore, designer        | [ 3 ]  |
| 1988 | Shanghai                               | Programmatore                  | [ 20 ] |
| 1989 | California Games                       | Programmatore                  | [ 20 ] |
| 1990 | Dick Tracy                             | Programmatore, designer        |        |
| 1992 | Kid Chameleon                          | Programmatore, designer        | [ 3 ]  |
| 1992 | Sonic the Hedgehog 2                   | Produttore                     | [ 3 ]  |
| 1993 | Crash 'n Burn                          | Programmatore, designer        | [ 3 ]  |
| 1994 | Total Eclipse                          | Programmatore, designer        | [ 3 ]  |
| 1995 | The Ooze                               | Programmatore                  |        |
| 1996 | Crash Bandicoot                        | Produttore esecutivo           | [ 3 ]  |
| 1996 | Disruptor                              | Produttore esecutivo, designer |        |
| 1997 | Crash Bandicoot 2: Cortex Strikes Back | Produttore, designer           |        |
| 1998 | Spyro the Dragon                       | Produttore esecutivo           | [ 3 ]  |
| 1998 | Running Wild                           | Produttore esecutivo           |        |
| 1998 | Crash Bandicoot 3: Warped              | Produttore, designer           |        |
| 1999 | Spyro 2: Gateway to Glimmer            | Produttore esecutivo           |        |
| 2000 | Crash Bash                             | Produttore, designer           |        |
| 2000 | Spyro: Year of the Dragon              | Consulente                     |        |
| 2001 | Jak and Daxter: The Precursor Legacy   | Programmatore                  | [ 3 ]  |
| 2002 | Ratchet & Clank                        | Designer                       | [ 3 ]  |
| 2003 | Jak II: Renegade                       | Programmatore, designer        |        |
| 2003 | Ratchet & Clank: Fuoco a volontà       | Designer                       |        |
| 2004 | Ratchet & Clank 3                      | Consulente                     |        |
| 2006 | Resistance: Fall of Man                | Consulente                     | [ 3 ]  |
| 2007 | Uncharted: Drake's Fortune             | Consulente                     | [ 3 ]  |
| 2007 | Ratchet & Clank: Armi di distruzione   | Consulente                     |        |
| 2008 | Resistance 2                           | Designer                       |        |
| 2010 | God of War III                         | Consulente                     | [ 3 ]  |
| 2011 | Killzone 3                             | Consulente                     | [ 3 ]  |
| 2013 | Knack                                  | Game director                  | [ 3 ]  |
| 2016 | Ratchet & Clank                        | Consulente                     |        |
| 2016 | The Last Guardian                      | Produttore esecutivo           | [ 3 ]  |
| 2017 | Knack II                               | Game director                  | [ 3 ]  |
| 2018 | Marvel's Spider-Man                    | Produttore esecutivo           | [ 3 ]  |
| 2019 | Death Stranding                        | Produttore tecnico             | [ 3 ]  |
| 2020 | Spider-Man: Miles Morales              | Produttore tecnico             | [ 14 ] |
| 2021 | Ratchet & Clank: Rift Apart            | Produttore esecutivo           | [ 14 ] |